# Catedral São João Batista (Niterói)
:

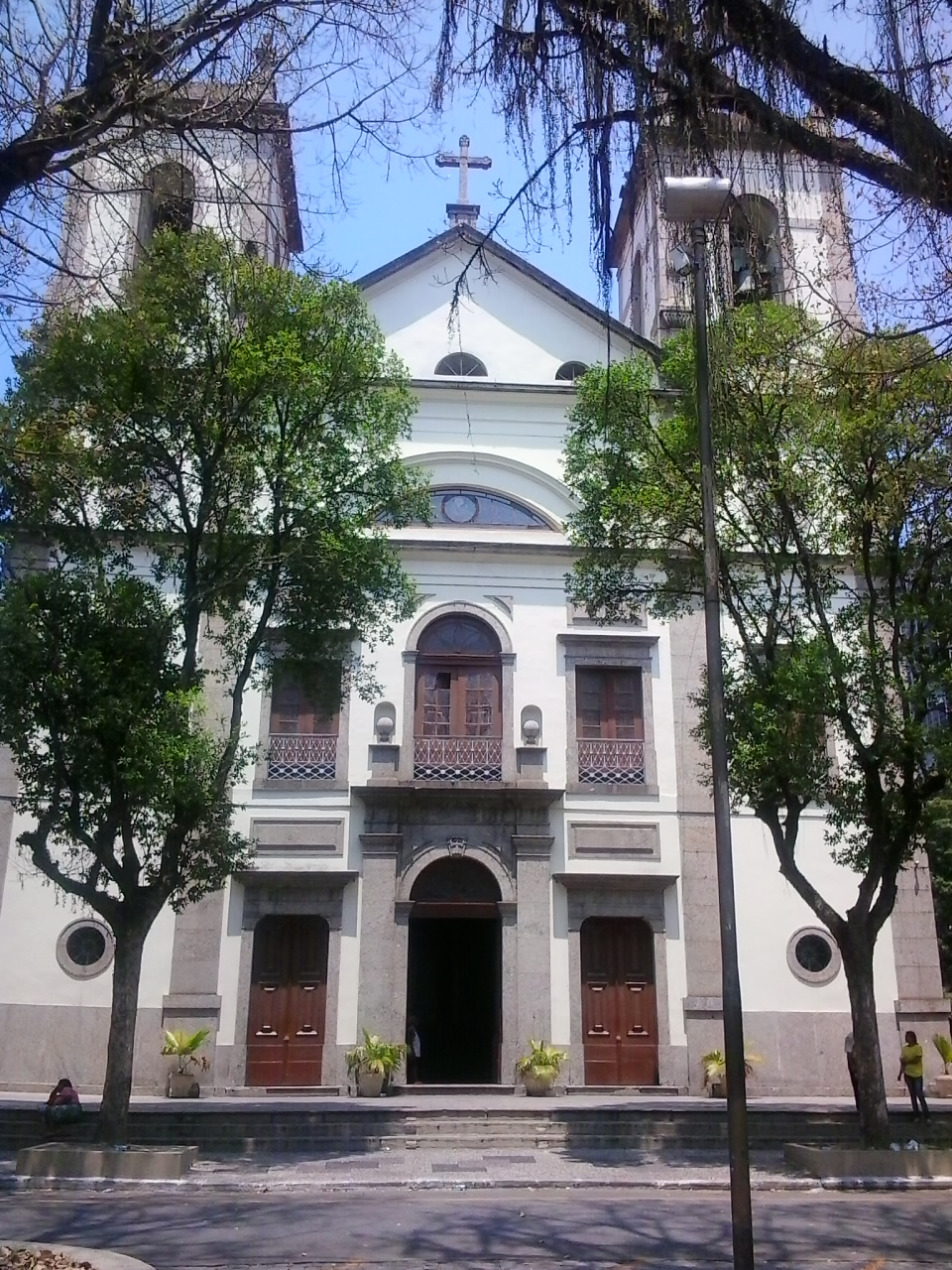
Catedral de São João

A Catedral Metropolitana de Niterói ou Catedral da cidade Niterói, Catedral São João Batista, ou simplesmente Catedral de São João, é um templo católico em estilo colonial tardio, na cidade de Niterói, Estado do Rio de Janeiro.  Situa-se no Jardim São João, área histórica do Centro da cidade. 
Possui duas torres campanários e rica em decoração religiosa.

## História
A igreja de São João Batista de Niterói passou por diversas mudanças ao longo de seu processo de estabelecimento na cidade. 
A capela fundada em 1660 era originalmente localizada em Icaraí (Carahy, Carii, Carahi), “no morro próximo ao Campo da Fazenda do Mosteiro de S. Bento, cujo lugar denominado da Pedra de Carri”. Ficava, segundo vários indícios, no atual Morro de Santa Tereza. 
A paróquia havia sido criada por Alvará de 18 de janeiro de 1696, tendo como seu primeiro Vigário Colado o Padre Miguel Luís Freire que dela tomou posse no ano seguinte. 
No ano de 1742  foi fundada a Irmandade de São João Batista, atual  Irmandade do Santíssimo Sacramento da Freguesia de São João Batista de Niterói. 
Por ter desabado o côro da Capela, a imagem do padroeiro foi transferida em 1744 para a Errmida de Nossa Senhora das Necessidades,para o local da atual, Igreja de N. S. do Rosário.  e posteriormente, para  a paróquia de N. S. da Conceição, lugar mais central. a atual Capela de Nossa Senhora da Conceição. Mais tarde esta capela foi ampliada de uma capela-mór, para aí se colocar a imagem de São João Batista, que deu origem à atual Paróquia de São João Batista, em Niterói 
Em 28 de dezembro de 1744, ficou concluída a obra, sendo então transferida para lá a imagem do Santo Padroeiro e a pia batismal no dia 
Foi Manoel Rodrigues Carvalho, conhecido por “Manoel Arqueiro” quem conseguiu que o Brigadeiro Manoel Alves da Fonseca Costa e sua mulher fizessem a doação do terreno, o que verificou a 29 de março de 1821. 
Com a criação da Vila Real da Praia Grande em Niterói em 1819, projetou-se construir uma nova matriz para o rossio da vila. 

Em 1831, sendo Vigário o Padre Tomaz de Aquino, foi benzido o novo templo, para o qual se fez a transladação do Santíssimo Sacramento e das imagens que se encontravam na igreja de N.S. da Conceição. 

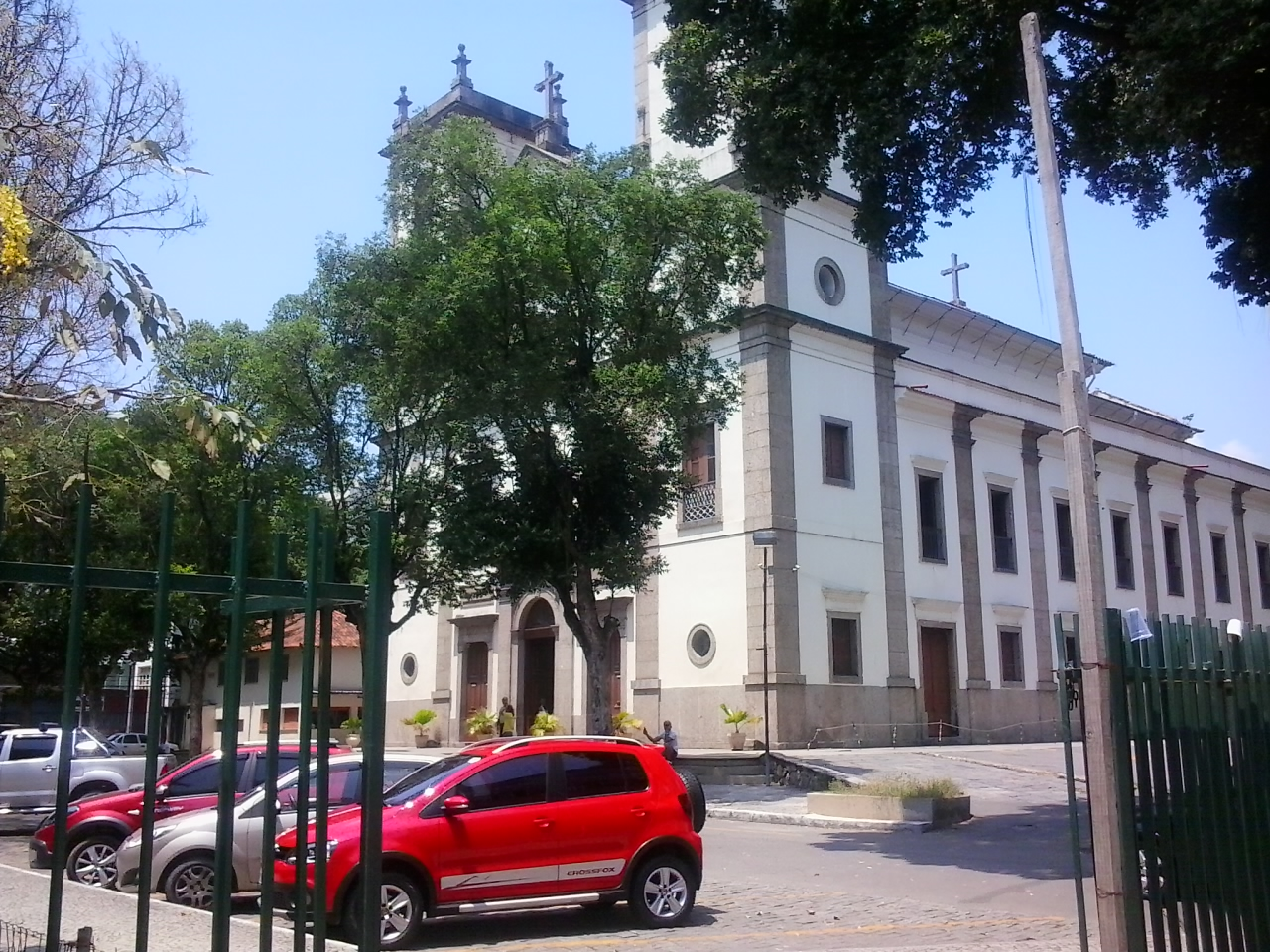
Catedral de São João Batista de Niterói

A construção da atual igreja iniciou-se em 1842, já havia Niterói tornado-se capital da Província do Rio de Janeiro 11 anos, por iniciativa do Marquês do Paraná, Presidente da Província, que solicitou recursos à Assembleia Legislativa.
Em 1854, conclusão das obras, a imagem foi transladada para o novo templo. 
Em 13 de maio de 1888, assinou a Lei Áurea, que libertou os escravos no Brasil. 
Bem visita oficial a Niterói, o Imperador Dom Pedro II assistiu a benção do templo. Porém sua conclusão foi em 1885. 
Foi bombardeada na Revolta da Armada (1891 - 1894) . 
Consagrou-se como catedral em 1908, pelo bispo Dom Agostinho Francisco Benassi. 
A eletricidade foi inaugurada em 1911. 
Foi decorada internamente em 1929 pelo artista italiano Colossi, orçamento a despesa em 120 contos de reis. 

O atual altar-mór foi inaugurado e consagrado em  26 de julho de 1942 por Dom José Pereira Alves. 

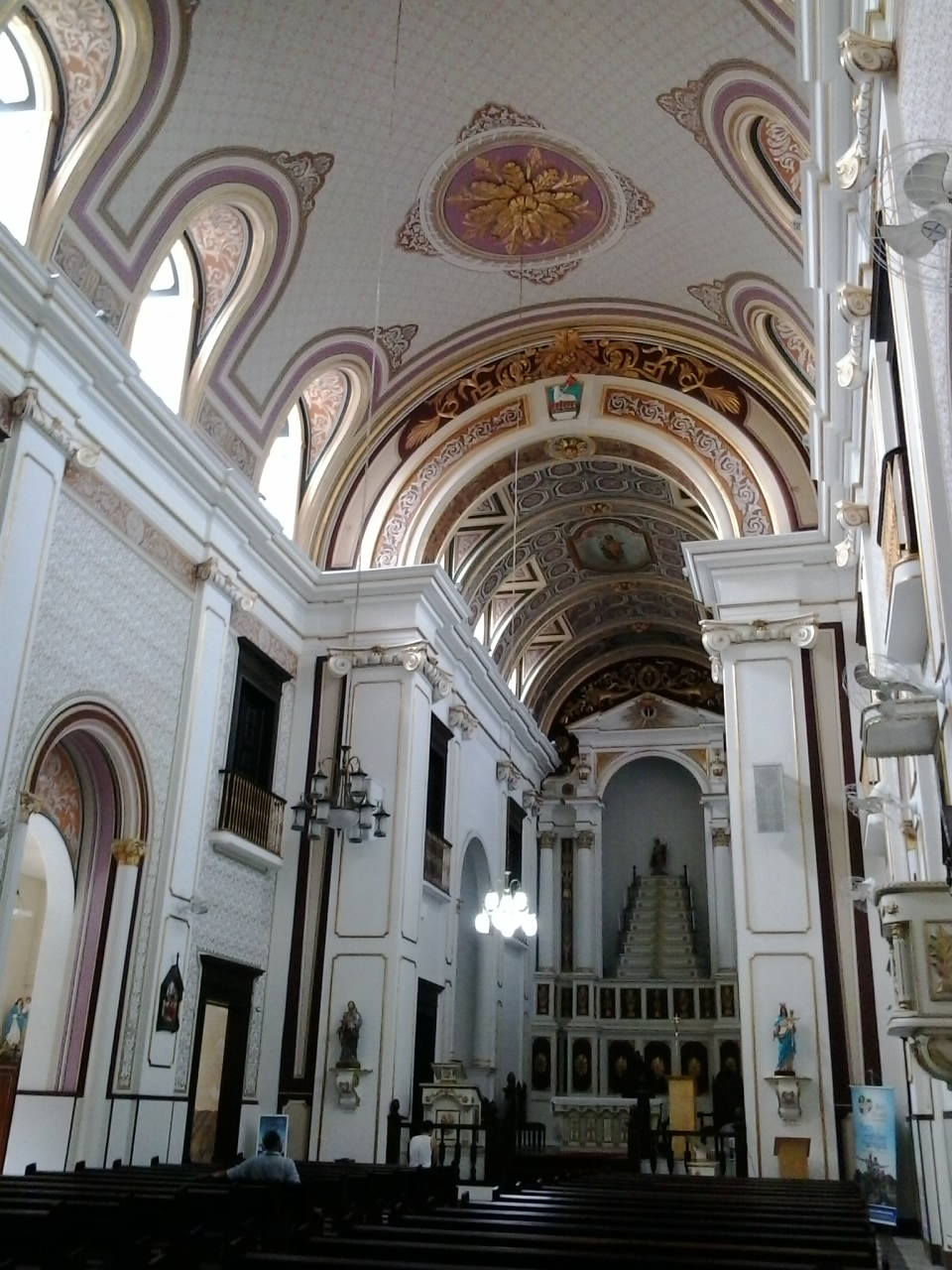
Interior da Catedral de São João Batista

Seu órgão foi construído por Guilherme Berner e inaugurado solenemente em 22 de junho de 1947, com a presença das Autoridades e muito povo. A Capela do Santíssimo Sacramento foi totalmente remodelada sob a orientação do salesiano Padre Paulo Consolini. 
Toda sua nave e suas dependências sofreram diversas reformas durante todo o século XX. 
Sendo sua última restauração total entre 2010 a 2012 pela Arquidiocese de Niterói. Responsável pela restauração foi pelo pároco Padre Wallace Dahan.

### Nova catedral de Niterói
Em 1996, Dom Carlos Alberto Etchandy Gimeno Navarro idealizou uma Nova Catedral para Niterói, que foi desenhada pelo renomado arquiteto Oscar Niemeyer. O projeto, iniciado nesse período, representou não apenas uma nova estrutura arquitetônica, mas também um símbolo de fé e devoção para a comunidade católica da região. O apoio do Prefeito Jorge Roberto Silveira foi fundamental para viabilizar a construção desse importante monumento. 
A pedra fundamental foi lançada em 1999, marcando o início das obras e o comprometimento da comunidade com a realização desse projeto monumental. 
Em 2016, as obras de fundação começaram, marcando um marco importante no progresso da construção. A fundação foi concluída em 2019, o que permitiu que a estrutura começasse a tomar forma, com a construção da laje e dos suportes dos arcos. Em 2022, a fase final da construção foi concluída, incluindo os complementos das paredes estruturais, o caminho da gratidão, a parede do presbitério e a parede do coral. 
Atualmente, em 2024, a obra segue avançando com a concretagem dos 17 panos de laje, representando mais um passo significativo na construção da Nova Catedral de Niterói. A comunidade católica e a cidade como um todo aguardam com expectativa a conclusão deste importante projeto arquitetônico e religioso.